# Camila Martins
Camila Martins de Aguiar (Recife, Brasil; 26 de septiembre de 1990) es una futbolista brasileña. Juega de defensa central y su equipo actual es el Colo-Colo de la Primera División de Chile.

## Trayectoria
Martins comenzó su carrera en clubes de su natal Pernambuco, y en 2015 se incorporó al Santos, donde se consagró campeona del Campeonato Brasileño de 2017.
En 2019 pasó una temporada en el club chino Shanghai Shengli, para luego regresar al Santos.
En enero de 2025, la defensora firmó en el Colo-Colo de la Primera División de Chile.

## Selección nacional
Fue citada a la selección de Brasil en 2017 para unos encuentros amistosos.

## Clubes
| Club                                 | País   | Año           |
| ------------------------------------ | ------ | ------------- |
| Sport Recife                         | Brasil | 2010          |
| Vitória das Tabocas                  | Brasil | 2011-2012     |
| São Francisco do Conde Esporte Clube | Brasil | 2013-2014     |
| Santos                               | Brasil | 2015-2018     |
| Shanghai Shengli                     | China  | 2019-2020     |
| Santos                               | Brasil | 2021-2024     |
| Colo-Colo                            | Chile  | 2025-presente |

## Palmarés

### Títulos estatales
| Título              | Club   | País      | Año  |
| ------------------- | ------ | --------- | ---- |
| Campeonato Paulista | Santos | São Paulo | 2018 |
| Copa Paulista       | Santos | São Paulo | 2024 |

### Títulos nacionales
| Título               | Club   | País   | Año  |
| -------------------- | ------ | ------ | ---- |
| Campeonato Brasileño | Santos | Brasil | 2017 |